# Lars Lindner
Lars Hartwin Lindner (* 1972) ist ein deutscher Mediziner und Hochschullehrer. Er ist Professor für Onkologie an der Ludwig-Maximilians-Universität München.

## Leben
Lindner studierte von 1992 bis 1999 Humanmedizin an der Georg-August-Universität Göttingen und der LMU München. In den beiden Folgejahren war er Arzt im Praktikum am Klinikum Großhadern und erhielt 2001 seine Approbation als Arzt. 2002 wurde er an der Universität Göttingen mit der am Max-Planck-Institut für Biophysikalische Chemie angefertigten Arbeit „Neuartige kationische Lipide mit freien Hydroxygruppen für die Oligonukleotid- und Plasmid-DNA-Transfektion in Gegenwart von Serum“ promoviert. 2007 erfolgte die Anerkennung als Facharzt für Innere Medizin. Von 2008 bis 2011 erwarb er die Zusatzbezeichnungen Palliativmedizin, Hämostaseologie, Hämatologie und Internistische Onkologie. 2008/2009 absolvierte er als Stipendiat der Mildred-Scheel-Stiftung ein Postdoc-Programm am  Erasmus University Medical Center. 2010 habilitierte er sich im Fach Innere Medizin mit der Arbeit „Neuartige thermosensitive Liposomen für die Tumortherapie“. Weiterhin ist er Beiratsmitglied der Sarkomkonferenz.

## Ausgewählte Publikationen
- A. A. Manzoorx, L. H. Lindnerx, C. D. Landon, J. Y. Park, A. J. Simnick, M. R. Dreher, S. Das, G. Hanna, W. Park, A. Chilkoti, G. A. Koning, T. L. ten Hagen, D. Needham, M. W. Dewhirst: Overcoming limitations in nanoparticle drug delivery: triggered, intravascular release to improve drug penetration into tumors. In: Cancer Res. 72(21), 1. Nov 2012, S. 5566–5575.
- M. Hossann, Z. Syunyaeva, R. Schmidt, A. Zengerle, H. Eibl, R. D. Issels, L. H. Lindner: Proteins and cholesterol lipid vesicles are mediators of drug release from thermosensitive liposomes. In: J Control Release. 162(2), 10. Sep 2012, S. 400–406.
- L. H. Lindner, R. D. Issels: Hyperthermia in soft tissue sarcoma. In: Curr Treat Options Oncol. 12(1), Mar 2011, S. 12–20. Review.
- R. D. Isselsx, L. H. Lindnerx, J. Verweij, P. Wust, P. Reichardt, B. C. Schem, S. Abdel-Rahman, S. Daugaard, C. Salat, C. M. Wendtner, Z. Vujaskovic, R. Wessalowski, K. W. Jauch, H. R. Dürr, F. Ploner, A. Baur-Melnyk, U. Mansmann, W. Hiddemann, J. Y. Blay, P. Hohenberger; European Organisation for Research and Treatment of Cancer Soft Tissue and Bone Sarcoma Group (EORTC-STBSG); European Society for Hyperthermic Oncology (ESHO): Neo-adjuvant chemotherapy alone or with regional hyperthermia for localised high-risk soft-tissue sarcoma: a randomised phase 3 multicentre study. In: Lancet Oncol. 11(6), Jun 2010, S. 561–570.
- L. H. Lindnerx, M. E. Eichhornx, H. Eibl, N. Teichert, M. Schmitt-Sody, R. D. Issels, M. Dellian: Novel temperature-sensitive liposomes with prolonged circulation time. In: Clin Cancer Res. 10(6), 15. Mar 2004, S. 2168–2178.

x gleichberechtigte Hauptautoren